# Vârful Moldoveanu

Vârful Moldoveanu

Vârful Moldoveanu este vârful muntos cel mai înalt din România, situat în Masivul Făgăraș, județul Argeș. Altitudinea sa este 2.544 metri. Din cauza piscurilor montane din jurul său, majoritatea de peste 2.400 de metri, vârful Moldoveanu este vizibil doar de pe creasta Făgărașului sau din aer, spre deosebire de multe din principalele vârfuri ale lanțului făgărășan, care sunt vizibile și din Depresiunea Făgărașului.

## Acces
Cel mai ușor și scurt traseu montan spre Vârful Moldoveanu este cel prin Valea Rea pornind de la Stâna lui Burnei. Pentru un obiectiv atât de important, traseul poate fi uneori foarte aglomerat.

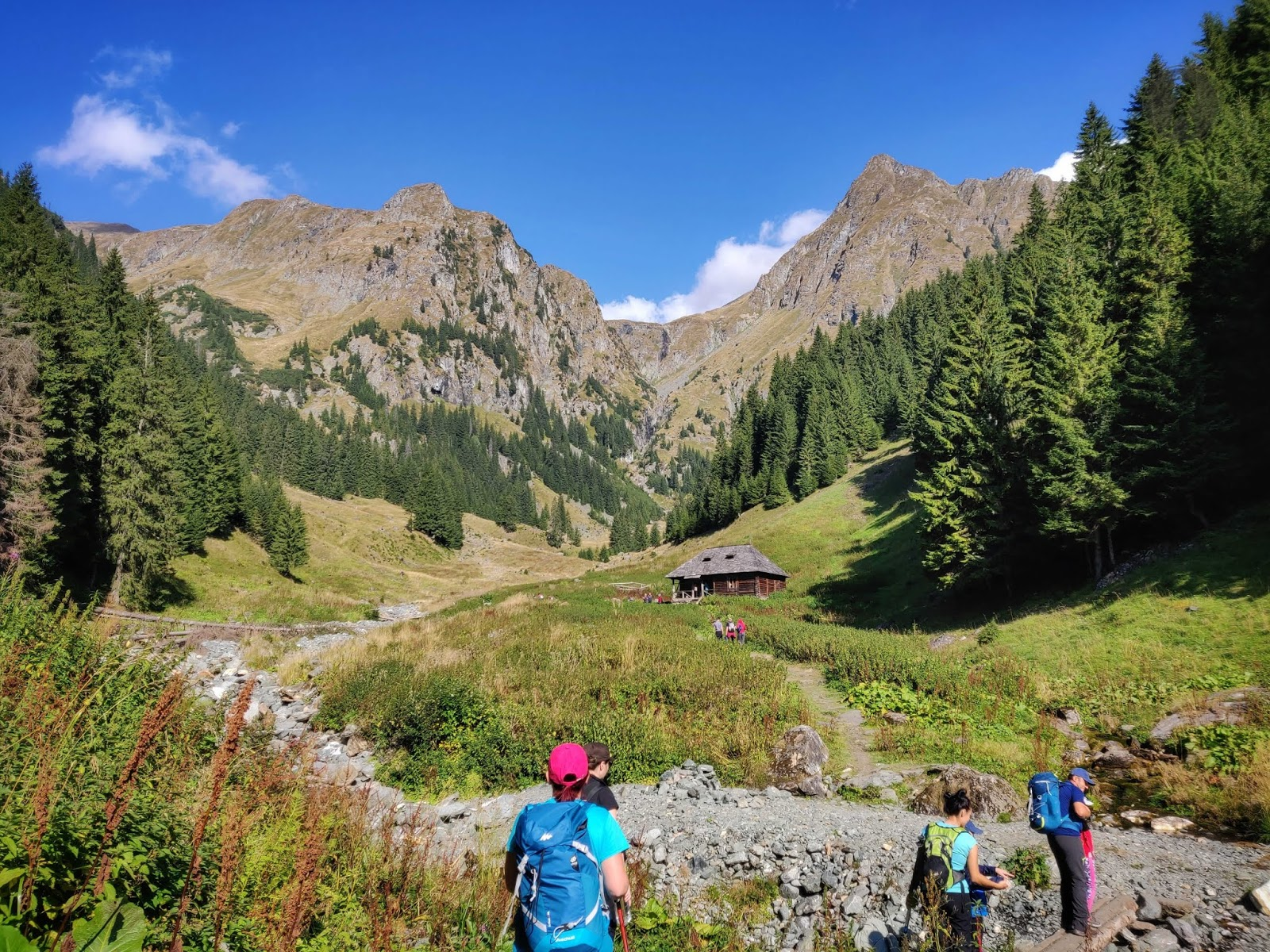
Stâna lui Burnei, locul de plecare pe traseul spre Vârful Moldoveanu
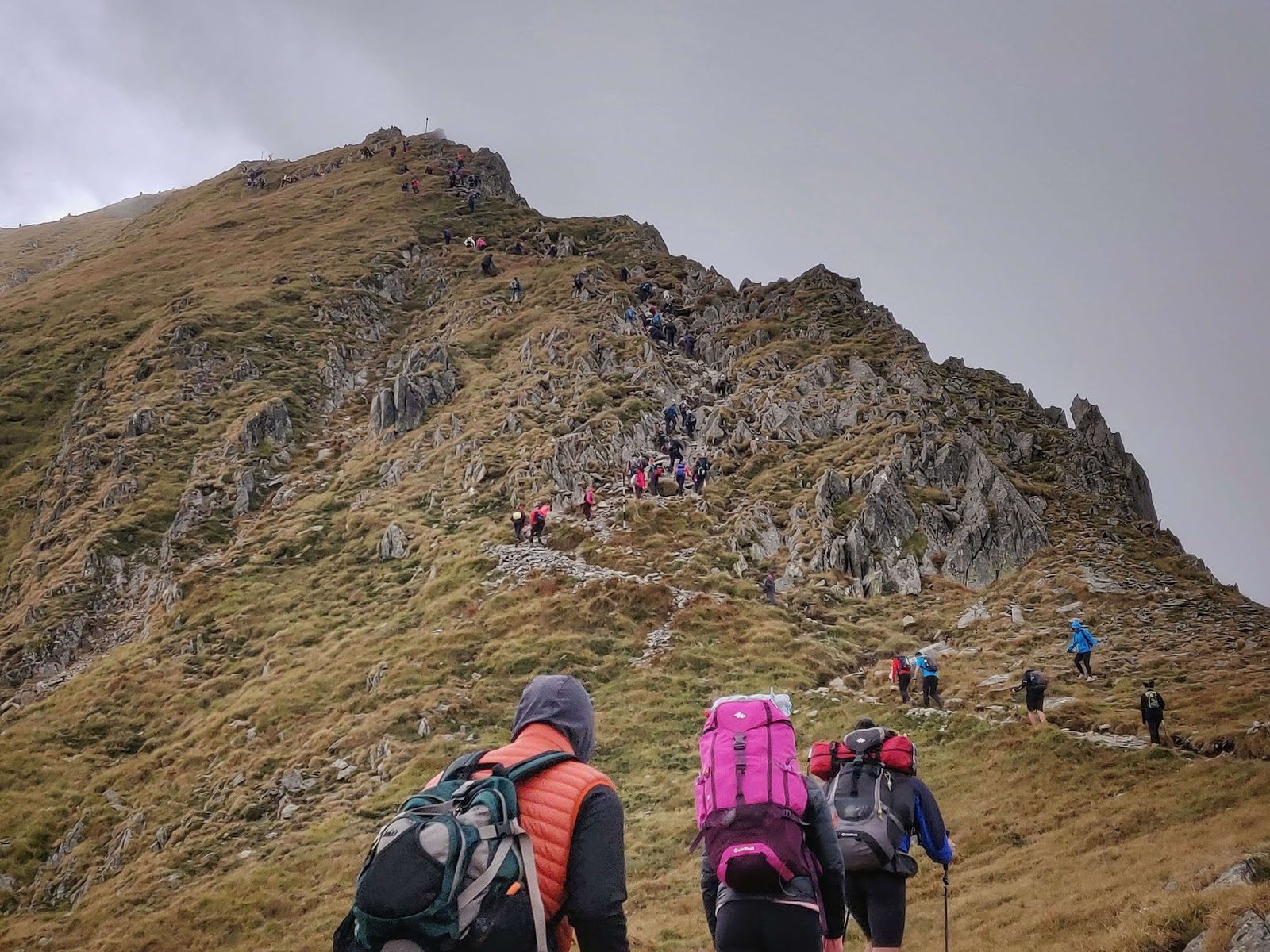
Aglomerația de pe traseul spre Vârful Moldoveanu
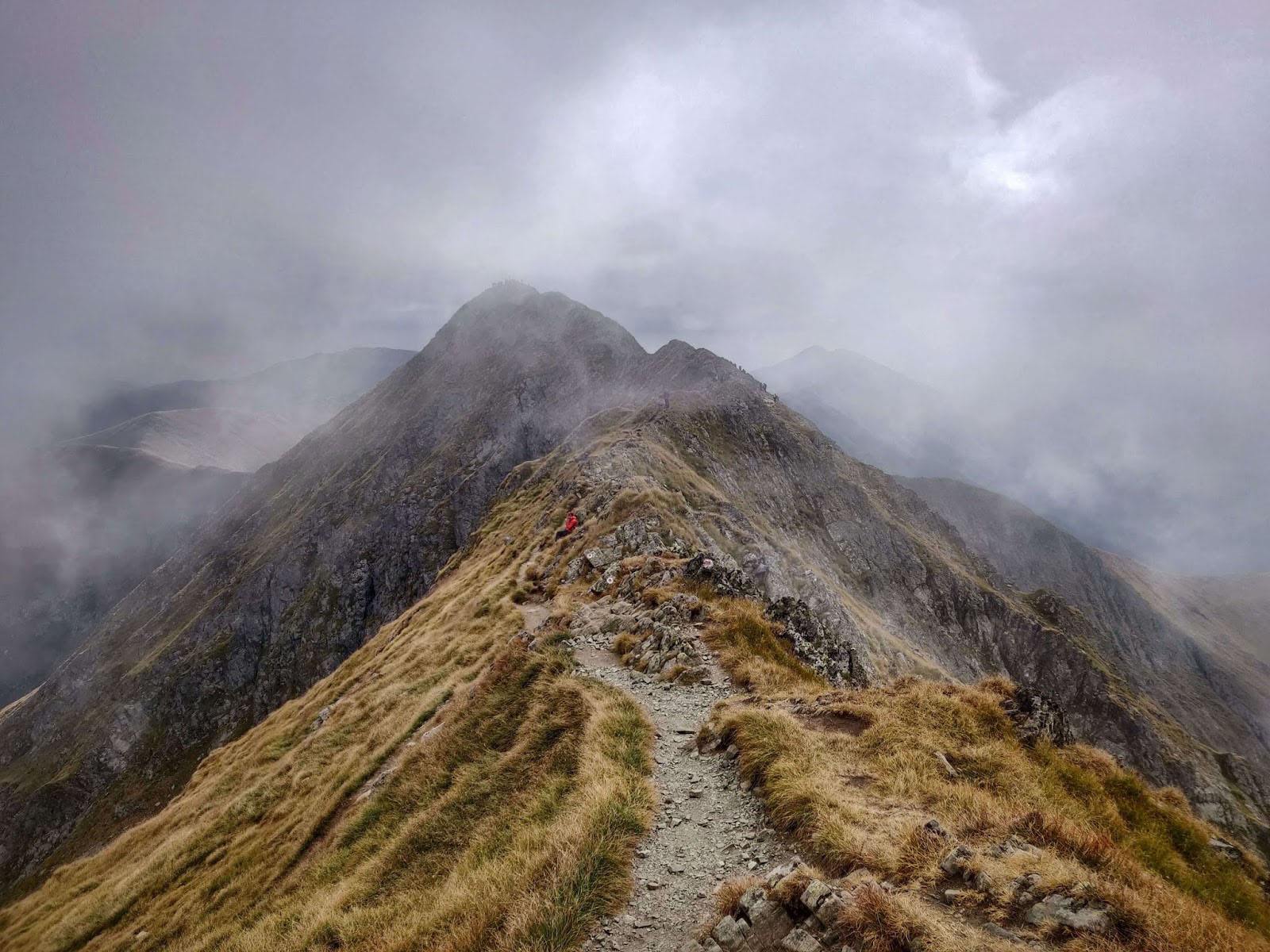
Vârful Moldoveanu
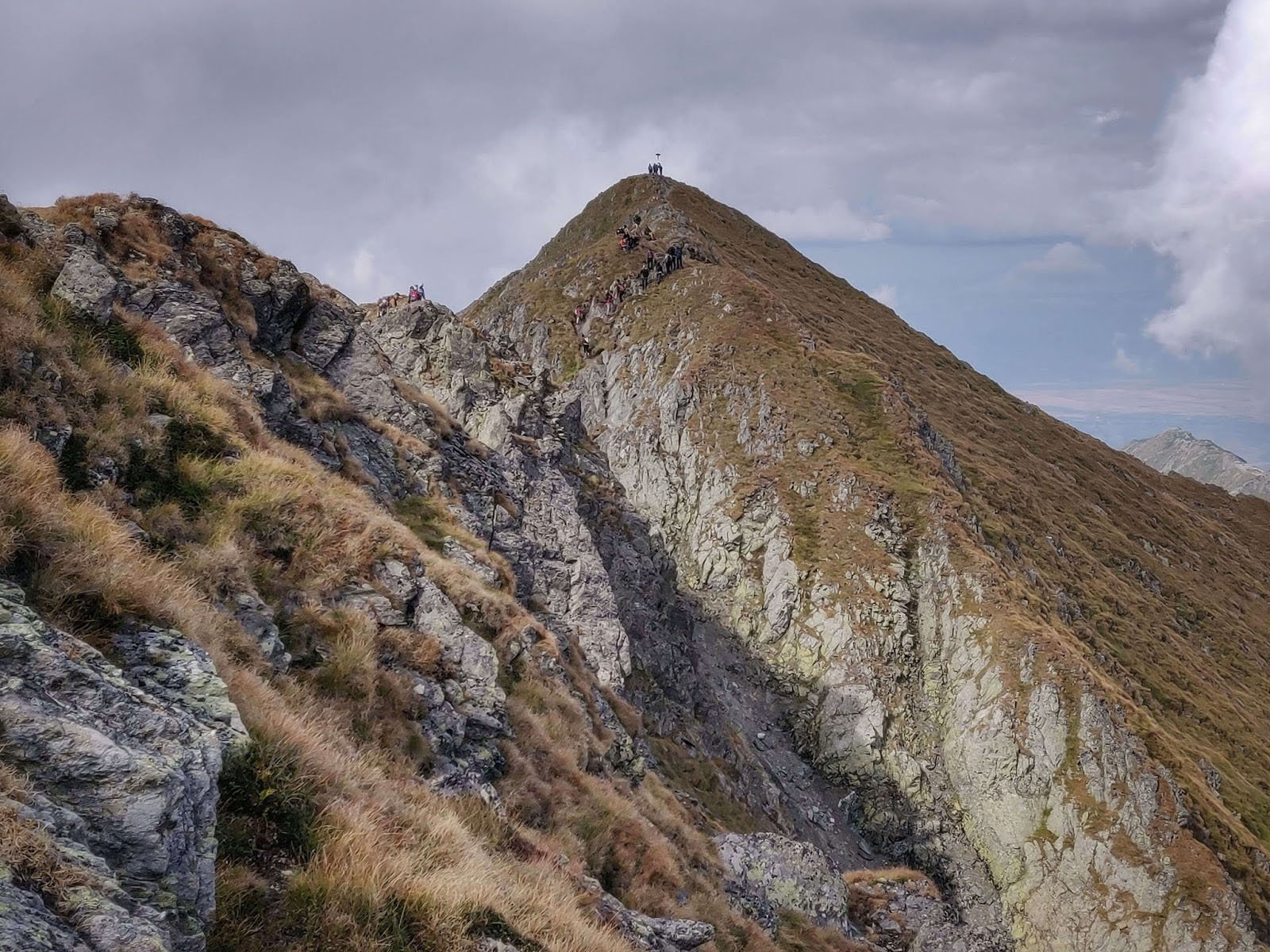
Vârful Moldoveanu
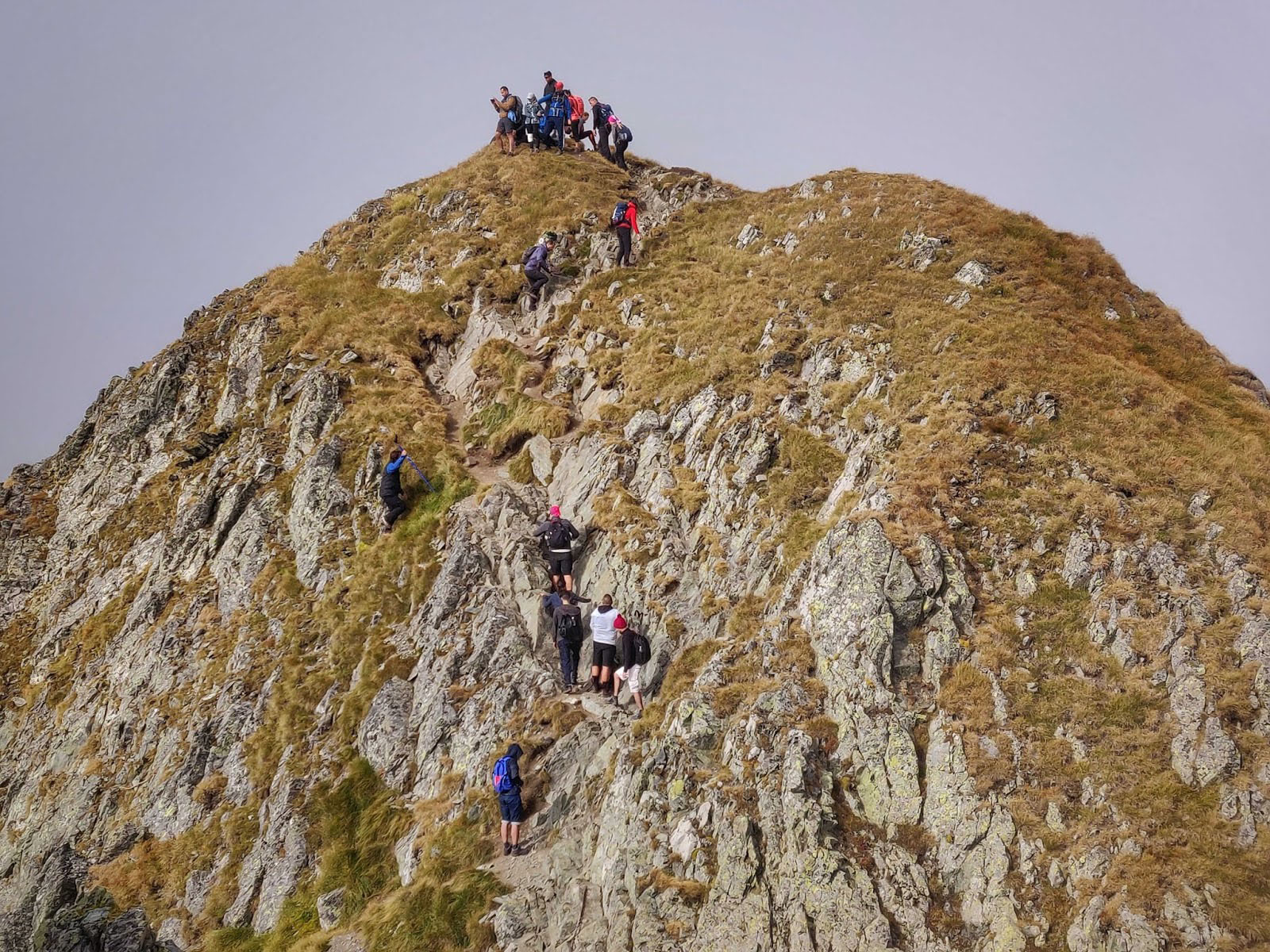
Vârful Moldoveanu

### Traseu
Stâna lui Burnei - Valea Rea - Căldarea Văii Rele - Iezerul Triunghiular (2156) - Portița Viștei (2310m) - Vârful Viștea Mare (2527m) - Vârful Moldoveanu (2544m)
Marcaje de urmat:
- triunghi roșu: Stâna lui Burnei - Căldarea Văii Rele - Iezerul Triunghiular - Portița Viștei
- bandă roșie: Portița Viștei -Vârful Viștea Mare
- punct roșu: Vârful Viștea Mare - Vârful Moldoveanu

Timpi:
- 3h - 3h 30min: Stâna lui Burnei - Portița Viștei
- 45min - 1h: Portița Viștei -Vârful Viștea Mare
- 20min - 25min: Vârful Viștea Mare - Vârful Moldoveanu

Durata totală a traseului: 4-5 h (la urcare);
Dificultate: mediu spre dificil pe unele porțiuni.